# Lusakunq
Lusakunq o Lusakunk (in armeno Լուսակունք?) è un comune dell'Armenia di 1 512 abitanti (2009) della provincia di Gegharkunik.